# Кубок Вірменії з футболу 1995
Кубок Вірменії з футболу 1995 — 4-й розіграш кубкового футбольного турніру у Вірменії. Володарем кубка втретє поспіль став Арарат.

## Попередній раунд
Матчі відбулись 27 березня 1994 року.
| Команда 1         | Рахунок | Команда 2      |
| ----------------- | ------- | -------------- |
| СКІФ (Єреван) (2) | -:+     | Котайк         |
| СКА-Араі (2)      | 4:1     | Арагац (Гюмрі) |

## Перший раунд
Матчі відбулися в березні 1995 року.
| Команда 1           | Рахунок         | Команда 2       |
| ------------------- | --------------- | --------------- |
| Котайк-2            | 2:2 дч пен. 3:1 | Туфагорц (2)    |
| Динамо (Єреван) (2) | 3:4             | Цемент (Арарат) |
| Арабкір (2)         | 2:1             | Азнавур         |
| Ширак               | 4:0             | Зангезур        |
| ВЗСС                | 4:0             | Єразанк         |
| ЦСКА (Єреван) (2)   | 0:1             | Котайк          |
| Оменмен (Єреван)    | 4:1             | СКА-Араі (2)    |
| Ван (Єреван)        | 1:2             | Арарат          |

## Чвертьфінали
Перші матчі відбулися 4 квітня, а матчі-відповіді — 13 і 14 квітня 1995 року.
| Команда 1        | Заг. | Команда 2       | 1-й матч | 2-й матч |
| ---------------- | ---- | --------------- | -------- | -------- |
| ВЗСС             | 1:3  | Ширак           | 1:2      | 0:1      |
| Арабкір (2)      | 1:11 | Арарат          | 0:2      | 1:9      |
| Оменмен (Єреван) | 2:3  | Цемент (Арарат) | 2:0      | 0:3      |
| Котайк           | 4:2  | Котайк-2        | 3:0      | 1:2      |

## Півфінали
Перші матчі відбулися 5 травня, а матчі-відповіді — 14 травня 1995 року.
| Команда 1       | Заг. | Команда 2 | 1-й матч | 2-й матч |
| --------------- | ---- | --------- | -------- | -------- |
| Цемент (Арарат) | 1:4  | Арарат    | 0:3      | 1:1      |
| Котайк          | 2:1  | Ширак     | 2:1      | 0:0      |

## Фінал
| 28 травня 1995 |

| Котайк                          | 2:4 | Арарат                                                          |
| ------------------------------- | --- | --------------------------------------------------------------- |
| Барсегян 86' (пен.), 88' (пен.) |     | Єріцян 13' (автогол) Арутюнян 26' Мхітарян 42' Тер-Петросян 77' |

| Стадіон «Раздан», Єреван Глядачів: 1 000 Арбітр: Г.Оганесян |